# 貝利山
貝利山（英語：Mount Bailey），是南極洲的山峰，位於帕爾默地，海拔高度1,445米，處於劉易斯角西南面11公里的安東尼冰川南岸，由英國探險隊繪入地圖，現時由南極條約體系管理。